# John C. Colt

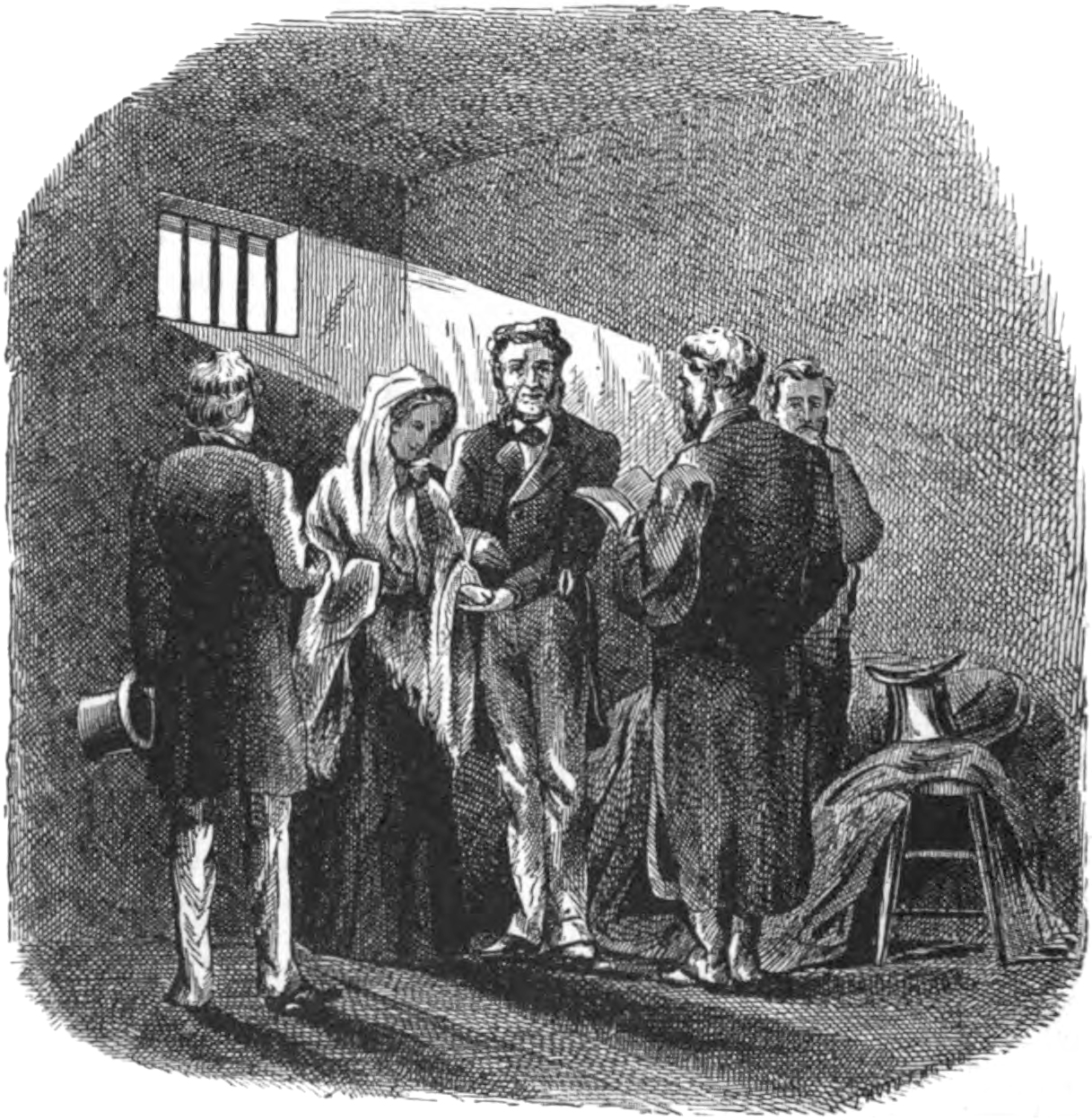
Representação do casamento de Colt em uma cela de cadeia, tirada de um texto de 1874

John Caldwell Colt (1 de março de 1810 - 18 de novembro de 1842), irmão de Samuel Colt da fabricante arma de fogo Colt, era um comerciante de peles americano, guarda-livros, escriturário e assassino condenado. Ele serviu brevemente como fuzileiro naval dos EUA, forjando uma carta para obter baixa após três meses. Após inúmeros empreendimentos, tornou-se uma autoridade em contabilidade de partidas dobradas e publicou um livro didático sobre o assunto, que teve 45 edições e permaneceu em publicação contínua até 13 anos após sua morte.
Durante 1842, Colt foi condenado pelo assassinato de um impressor chamado Samuel Adams, a quem Colt devia dinheiro pela publicação de um livro de contabilidade. Colt matou Adams com um machado no ano anterior no que ele alegou ser legítima defesa, mas depois ocultou o crime descartando o corpo. Quando o corpo foi descoberto, Colt foi o primeiro suspeito. O julgamento tornou-se uma sensação no noticiário de Nova York por causa de seu nome de família, a maneira como o cadáver foi descartado e o comportamento um tanto arrogante de Colt no tribunal. Colt foi considerado culpado e condenado à forca em 1842, mas cometeu suicídio na manhã de sua execução.